# Пошивайло Ігор Володимирович
Пошивайло Ігор Володимирович (народився 1967 в місті Полтава) — український Етнолог, керамолог, музеолог, кандидат історичних наук, заслужений діяч мистецтв України, директор Національного меморіального комплексу Героїв Небесної Сотні — Музею Революції Гідності, громадський діяч.

## Життєпис
Народився в родині відомих опішненських гончарів Пошивайлів.
В 1991 році закінчив Київський державний інститут іноземних мов (нині — Національний лінгвістичний університет), факультет англійської мови.
З 1992 по 1997 роки працював директором видавництва «Українське Народознавство» Національного музею-заповідника українського гончарства в Опішному.
1993–1997 навчався в аспірантурі Інституту мистецтвознавства, фольклористики та етнології ім. Максима Рильського НАН України
З 1997 по 2000 роки працював завідувачем інформаційно-видавничим відділом Українського центру народної культури «Музей Івана Гончара»
В 1998 році захистив кандидатську дисертацію за спеціальністю «етнологія» на тему «Міфо-ритуальні аспекти гончарства як полісемантичної знакової системи» в Інституті політичних і етнонаціональних досліджень НАН України
З 2000 по 2016 рік — заступник з наукової роботи генерального директора Національного центру народної культури «Музей Івана Гончара».
2009—2010 Студіював проблеми інтерпретації культурної спадщини у Смітсонівському Інституті як Фулбрайтівський дослідник (Вашингтон).
У січні 2016 призначений директором Меморіального комплексу Героїв Небесної Сотні — Музею Революції Гідності.
7 вересня 2016 обраний генеральним директором Національного меморіального комплексу Героїв Небесної Сотні — Музею Революції Гідності.

## Праці
Сфера наукових зацікавлень: семіотичні аспекти традиційної народної культури, зокрема, міфопоетика й етнофілософія образотворення, етнологія світового гончарства, символізм української народної орнаментики, екологія традиційної культури, музейна комунікація, музейний менеджмент, захист культурної спадщини у надзвичайних ситуаціях, презентація та інтерпретація в музеях, протестне мистецтво і культура.
Автор наукової монографії «Феноменологія гончарства: семіотико-етнологічні аспекти» (2000), відзначеної спеціальним призом на Міжнародному форумі книговидавців у Львові (2000) та першою премією ІІ Національного симпозіуму гончарства «Опішне-2001».
Автор ряду наукових статей з проблем музейної справи та міжнародного співробітництва у цій галузі, інтерпретації культурної спадщини, екології традиційного культурного середовища, семіотики давнього мистецтва, символіки народної орнаментики.
Відповідальний редактор та упорядник низки наукових та мистецьких видань, зокрема багатотомного історико-етнографічного мистецького альбому Івана Гончара «Україна й Українці», перший том якого здобув Гран-прі конкурсу «Книга Форуму 2006» на ХІІІ Національній книжковій виставці-ярмарку «Форум видавців у Львові», а також визнаний кращим виданням, представленим на XIV Мінській міжнародній книжковій виставці «Кнігі Беларусі-2007».
Заступник головного редактора журналу «ContempoARTukraine» (Київ–Вашингтон, 2003—2006). Член редколегії журналів «Народне мистецтво», «Український керамологічний журнал», наукових збірників «Українська Керамологія» та «Гончарівські читання». Упорядник і науковий редактор збірників «Актуальний Музей» та «Перша допомога культурній спадщині в умовах надзвичайних ситуацій».
Учасник наукових конференцій, в тому числі й міжнародних. Зокрема, брав участь з доповідями на конференціях Ради Європи (Будапешт, Угорщина, 2001, 2004), конференції ЮНЕСКО (Секзарт-Калоча, Угорщина, 2002), Четвертої регіональної музейної конференції (Бухарест, Румунія, 2008), Світового симпозіуму з традиційних мистецтв і культури (Стамбул, Туреччина, 2009), Конференції Американського альянсу музеїв (Сіетл, США, 2014), конференції ІКОМ по музейній безпеці (Кишинів, Молдова, 2015), конференції Смітсонівського інституту по збереженню культурної спадщини в умовах конфліктів і кризи (Вашингтон, США, 2015).
Автор і куратор низки міжнародних проектів культурно-мистецького спрямування, зокрема «Із незамулених джерел: сприяння відродженню української культури в контекті світової спадщини» (1999, Міжнародний фонд «Відродження»), «Музейний здвиг: Інтерпретація культурної спадщини України» (2011, Фонд «Розвиток України»), «Смітсонівський фольклорний фестиваль: Культура народу, від народу і для народу» (2011, Смітсонівський інститут, Посольство США в Україні, Американсько-українська ділова рада, Програма імені Фулбрайта), українсько-британського проект «Від дому до дому: краєвиди пам'яті» (2011—2012, Європейська культурна фундація, Єврокомісія), проекту зі створення стратегічного плану та покращення управління музею (2011—2013, Інститут арт-менеджменту Девос Кеннеді-Центру, Вашингтон, США), проекту «Актуальний Музей: стратегія динамічного розвитку» (2013—2014, Фонд «Розвиток України»), проекту «Голоси відвідувачів: єднаючи культури і долаючи стереотипи» (2014—2015, Посольство США), проекту «Перша допомога культурній спадщині: міжнародні стратегії для України» (Посольство США, Фонд Принца Клауса, 2015–2016).
Експерт проектів «Новий подих культури: спадщина, наповнена життям мистецтва» в рамках Програми Східного партнерства з питань культури (2012—2013, ЄС) та «ProMuseum: розвиток ресурсної бази та модернізація музейної галузі України» (2013—2014, Open Society Institute, МФ «Відродження», МФ «Україна 3000»).
Куратор серії виставкових проектів «Творчість Свободи: (Р)еволюційна культура Майдану» (2014—2015, Київ, Париж). Співкуратор міжнародного проекту «Вікна в протести» (2014—2015, Україна–Велика Британія–Туреччина, програма «Тандем»).
Один із ініціаторів створення «Музею Майдану» (з грудня 2013), зібрав колекцію матеріальних і нематеріальних артефактів Революції Гідності, член робочої групи при Мінкультури, член ініціативної групи «Музей Майдану / Музей Свободи» (з вересня 2014).
Співмодератор і співорганізатор семінарів з музейної справи і культурної політики (2005–2008), які проводилися Фондом мистецтв і культури в Центральній і Східній Європі (США) і Посольством США в Україні.
Учасник Програми міжнародних відвідувачів Держдепартаменту США «Збереження культурної спадщини» (США, 2004), Програми глобального молодіжного обміну «Майбутнє культури у ХХІ столітті» (Японія, 2004), Міжнародного фестивалю мистецтв і культури (Сеул, Південна Корея, 2007), Європейського проекту «Тандем» (Брюссель-Лондон, 2011).
Стипендіат програми академічних обмінів імені Фулбрайта (Смітсонівський інститут, м. Вашингтон, 2009—2010). Закінчив міжнародну трирічну літню школу Інституту арт-менеджменту ДеВос Центру Кеннеді у Вашингтоні (2011–2013). Пройшов міжнародний навчальний курс «Перша допомога культурній спадщині в надзвичайних ситуаціях» (ІККРОМ, ЮНЕСКО, Смітсонівський інститут, м. Амстердам, 2015). Тренер навчальної програми «Перша допомога культурній спадщині в умовах кризи» (Вашингтон, Смітсонівський інститут, ІККРОМ, 2016). Експерт Міжурядового комітету із збереження духовної спадщини ЮНЕСКО (2009).
Брав участь у науково-дослідних експедиціях (1992, 1994) до Великої Британії, Італії, Бельгії, Нідерландів, Люксембургу, Швейцарії, Німеччини та Франції. Учасник студійних турів до музеїв Польщі (Study Tours to Poland, Український інститут національної пам'яті, 2014, 2015). Виступав з лекціями в Колумбійському університеті та Смітсонівському інституті (2009–2015, США).
Екс-заступник з наукової роботи генерального директора Національного центру народної культури «Музей Івана Гончара», екс-голова Музейної ради при Мінкультури, член Громадської ради з музейної справи при Комітеті Верховної Ради України з питань культури і духовності, голова комісії з присудження премії в галузі народного мистецтва ім. Петра Верни Київської обласної державної адміністрації.
Експерт Фонду мистецтв у культури і Східній і Центральній Європі (США), учасник і тренер навчальних програм з безпеки культурної спадщини Міжнародного центру вивчення питань збереження та відновлення культурних цінностей — ІККРОМ, член виконавчого комітету національної системи ІККРОМ.

## Громадська діяльність
Голова правління громадської організації «Музей Майдану», голова Київського осередку Національної спілки майстрів народного мистецтва України, голова експертної комісії з нематеріальної культурної спадщини при Мінкультури.
Один із ініціаторів проекту «Музей Майдану», член робочої групи зі створення Концепції музеєфікації Революції Гідності при Мінкультури і КМДА, член ініціативної групи «Музей/ Майдану / Музей Свободи».

## Відзнаки
Відзначений подяками Державного комітету інформаційної політики, телебачення і радіомовлення України (2000), Голови Київської міської державної адміністрації (2001, 2005) та Міністра культури України (2014). 
Стипендіат Міжнародного фонду «Україна 3000» (2005—2006). 
Заслужений діяч мистецтв України (2008).
За громадянську мужність, самовіддане відстоювання конституційних засад демократії, прав і свобод людини, виявлені під час Революції Гідності, плідну громадську та волонтерську діяльність нагороджений орденом «За заслуги» III ступеня (2019).